# 皮肯斯縣 (南卡羅萊納州)
皮肯斯縣（英語：Pickens County）是美国南卡羅萊納州西北部的一個縣，北鄰北卡羅萊納州。面積1,326平方公里。根据美國2000年人口普查，共有人口110,757人。2005年人口113,575人。縣治為皮肯斯。成立於1826年12月20日，名字為紀念聯邦眾議員安德魯·皮肯斯。